# Luigi Rizzi
Pour les articles homonymes, voir Rizzi.
Luigi Rizzi, né le 3 juin 1952 à Gênes en Italie, est un linguiste italien, professeur à l'Université de Sienne et au Collège de France depuis 2020.

## Biographie
Luigi Rizzi a fait ses études à l'école normale supérieure de Pise, à l'université de Pise et à l'université Paris 8. Théoricien de la linguistique, il établit de nouvelles bases de l'acquisition de la grammaire et du langage à partir des invariants et des variations entre les langues naturelles (cartographie des structures syntaxiques, comparaison syntaxique et théories de la localité).
Professeur de linguistique à l'université de Sienne et à l'université de Genève, ancien enseignant au Massachusetts Institute of Technology, il est, depuis novembre 2020, titulaire de la chaire de linguistique générale du Collège de France.

## Ouvrages
- Issues in Italian Syntax, Dordrecht, éd. Foris, 1982  (ISBN 90-70176-33-5)
- Relativized Minimality, Cambridge, MIT Press, 1990  (ISBN 0-262-68061-0)
- Comparative Syntax and Language Acquisition, Routledge, 2000  (ISBN 9780415646840)
- The Structure of CP and IP: The Cartography of Syntactic Structures, Vol. 2, Oxford University Press, 2004  (ISBN 0-19-515948-9)